# 第41回カンヌ国際映画祭
第41回カンヌ国際映画祭（だい41かいカンヌこくさいえいがさい）は1988年5月11日から23日にかけて開催された。

## 受賞結果
- パルム・ドール：『ペレ』（ビレ・アウグスト）
- 審査員特別グランプリ：『ワールド・アパート』（クリス・メンゲス）
- 審査員賞：『殺人に関する短いフィルム』（クシシュトフ・キェシロフスキ）
- 監督賞：フェルナンド・E・ソラナス（『スール/その先は…愛』）
- 男優賞：フォレスト・ウィテカー（『バード』）
- 女優賞：バーバラ・ハーシー 、ジョディ・メイ、リンダ・ムブシ（『ワールド・アパート』）
- 芸術貢献賞：『数に溺れて』（ピーター・グリーナウェイ）
- カメラ・ドール：ミーラー・ナーイル（『サラーム・ボンベイ!』）

## 審査員

### コンペティション部門
- 審査委員長 
  - エットーレ・スコラ （イタリア/監督）
- 審査員
  - ジョージ・ミラー (イギリス/監督)
  - ヘクター・オリヴェラ (アルゼンチン/監督)
  - エレナ・サフォノヴァ (ソ連/女優)
  - ナスターシャ・キンスキー (ドイツ/女優)
  - クロード・ベリ (フランス/プロデューサー)
  - ロビー・ミューラー (オランダ/撮影監督)
  - ウィリアム・ゴールドマン (アメリカ/脚本家)
  - フィリップ・サルド (フランス/作曲家)
  - デヴィッド・ロビンソン (イギリス/批評家)

## 上映作品

### コンペティション部門
| 題名 原題                                                               | 監督                           | 製作国                           |
| ----------------------------------------------------------------------- | ------------------------------ | -------------------------------- |
| ワールド・アパート A World Apart                                        | クリス・メンゲス               | イギリス ジンバブエ              |
| 嵐が丘                                                                  | 吉田喜重                       | 日本                             |
| バード Bird                                                             | クリント・イーストウッド       | アメリカ合衆国                   |
| ショコラ Chocolat                                                       | クレール・ドニ                 | フランス 西ドイツ カメルーン     |
| Der Passagier - Welcome to Germany (The Passenger - Welcome to Germany) | トーマス・ブラッシュ           | 西ドイツ イギリス スイス         |
| 数に溺れて Drowning by Numbers                                          | ピーター・グリーナウェイ       | イギリス                         |
| エル・ドラド El Dorado                                                  | カルロス・サウラ               | スペイン フランス イタリア       |
| El Lute II: mañana seré libre (El Lute II: Tomorrow I’ll be Free)       | ビセンテ・アランダ             | スペイン                         |
| 子供たちの王様 孩子王                                                   | チェン・カイコー               | 中国                             |
| ハヌッセン Hanussen                                                     | イシュトヴァン・サボー         | ハンガリー 西ドイツ オーストリア |
| 殺人に関する短いフィルム Krótki film o zabijaniu                        | クシシュトフ・キェシロフスキ   | ポーランド                       |
| L'enfance de l'art                                                      | フランシス・ジロー             | フランス                         |
| 黒の過程 L'oeuvre au noir                                               | アンドレ・デルヴォー           | ベルギー フランス                |
| マイルズ・フロム・ホーム Miles from Home                                | ゲイリー・シニーズ             | アメリカ合衆国                   |
| カニバイシュ Os Canibais                                                | マノエル・デ・オリヴェイラ     | ポルトガル フランス 西ドイツ 他  |
| パスカリの島 Pascali's Island                                           | ジェームズ・ディアデン         | イギリス                         |
| テロリズムの夜/パティ・ハースト誘拐事件 Patty Hearst                    | ポール・シュレイダー           | アメリカ合衆国                   |
| 三人姉妹 Paura e amore                                                  | マルガレーテ・フォン・トロッタ | 西ドイツ イタリア フランス       |
| ペレ Pelle erobreren                                                    | ビレ・アウグスト               | デンマーク スウェーデン          |
| スール/その先は…愛 Sur                                                  | フェルナンド・E・ソラナス      | アルゼンチン フランス            |
| ウイザード The Navigator: A Mediaeval Odyssey                           | ヴィンセント・ウォード         | ニュージーランド オーストラリア  |

### ある視点部門
- イタリア不思議旅 – ダニエレ・ルケッティ (イタリア)
- 回転扉 – フランシス・マンキーウィッツ (フランス・カナダ)
- ジプシー/風たちの叫び – ボブ・ホスキンス (イギリス)
- シルバー・グローブ/銀の惑星 – アンジェイ・ズラウスキー (ポーランド)
- ハルムスの幻想 – スロボダン・D・ペシチ (ユーゴスラヴィア)
- ホテル・テルミニュス 戦犯クラウス・バルビーの生涯 – マルセル・オフュール (フランス・アメリカ)
- マパンツラ – オリヴァー・シュミッツ (南アフリカ・オーストラリア)
- ラ・マスレラ – フィオレッラ・インファシェッリ (イタリア)
- Antarjali Yatra – ゴータム・ゴーシュ (インド)
- A Song of Air – マリリー・ベネット (オーストラリア)
- De sable et de sang – ジャンヌ・ラブリューネ (フランス)
- Gece yolculugu – オメル・カヴール (トルコ)
- Havinck – フラン・ウェイス (オランダ)
- Katinka – マックス・フォン・シドー (デンマーク)
- La Meridienne – Jean-François Amiguet (スイス・フランス)
- Lamento – フランソワ・デュペイロン (フランス)
- Natalia – バーナード・コーン (フランス)
- Proc? – カレル・スミチェク (チェコスロヴァキア)
- Rouge of the North  – フレッド・タン (台湾)
- 灰色の石の中で – キラ・ムラートワ (ソ連)
- Vreme razdelno  – リュドミル・スタイコフ (ブルガリア)
- Yaldei Stalin – ナディヴ・レヴィタン (イスラエル)

### 特別招待作品
- ウィロー – ロン・ハワード (アメリカ)
- ゴダールの映画史 – ジャン＝リュック・ゴダール (フランス)
- グラン・ブルー – リュック・ベッソン (フランス)
- ディア・アメリカ/戦場からの手紙 – ビル・コーチェリー (アメリカ)
- ブルーイグアナ – ジョン・ラフィア (アメリカ)
- ミラグロ/奇跡の地 – ロバート・レッドフォード (アメリカ)
- Une Etoile pour l'exemple – ドミニク・ドルーシュ (フランス)